# 瑪莉-凱特與艾希莉·歐森
瑪麗-凱特·歐森與艾希莉·歐森（英语：Mary-Kate and Ashley Olsen Twins, 1986年6月13日—），美国双胞胎演員、服装设计师、时尚名媛。她們也是好莱坞星光大道裡唯一的双胞胎入选者。

## 童年
这对双胞胎姐妹1986年6月13日出生在加利福尼亞州的Sherman Oaks，父親大衛（David），母親（Jarnetee）。艾希莉歐森是姊姊，比妹妹早兩分鐘出生，瑪莉凱特歐森是妹妹，簡稱歐森姐妹。她們有哥哥Trent Olsen及妹妹伊莉莎白·奧爾森。瑪莉·凱特·歐森和艾希莉·歐森在兩個人還在襁褓中的時候，就被電視劇《天才老爸俏皮娃》的製片人相中，出生剛9個月的雙胞胎姐妹從此進入演藝圈。當時她們扮演劇中可愛的小女兒蜜雪兒(Michelle Tanner)，起初製作單位並不想讓媒體知道飾演米雪兒的是一對雙胞胎，所以在片頭的演出名單上便打上Mary Kate Ashley Olsen，但隨著這部影集的大紅，兩個小女娃也成為螢幕小甜心，隨著此劇收視創佳績，姐妹倆也成為最受歡迎的電視明星。在那一年中該劇成為熱門，書籍、玩具等相關產品也大賣，歐森姐妹當年的TVQ僅次于排名第一的Bill Cosby。
隨著兩人長大，她們的知名度繼續上升。她們不僅在更多的電影、電視劇中出現，如《巴黎假期》、《TwoKidsofAKind》，他們還出唱片和寫真集，也是NBC著名電視節目——一週六直播夜的主持人。

## 事業
除了演藝事業蒸蒸日上，歐森姐妹在商業方面取得的成績同樣毫不遜色。1993年，主要圍繞她倆展開業務的公司雙星娛樂集團公司成立。借助她們在年輕人中的影響力，公司開發了各種各樣的產品。遊戲產品即是其中之一。1999年這對雙胞胎姐妹就已經擁有了3000萬美元以上的品牌價值，遊戲出版商瞄準了這一潛在機遇，不斷利用她們的形像開拓新的遊戲市場。
不過她們最讓人吃驚的成就還不在遊戲市場，2000年她們在全美最大零售連鎖店沃爾瑪(Wal-Mart)獲得了服裝專營，接著她們又自創了瑪莉·凱特和艾希莉的化妝品品牌。她們和沃爾瑪(Wal-Mart)合作，發行一系列青少年、兒童的服裝和飾品以及生活用品。儘管走的是平價的路線，但是產品以鮮豔的色彩、花俏的風格，顛覆了童裝樸素與休閒的路線，創下了10億美元的佳績。開拓美國市場後，她們還進軍歐洲、日本市場。取得了這樣的成績，歐森姐妹的名字也因此一再在各種排行榜中出現，2002年，她們登上了福布斯最高收入娛樂體育名人榜。同年，美國知名刊物《好萊塢報導》公佈了每年一度的“女性權力榜”，總共100位娛樂界名人榜上有名，歐姐妹排在第98位。在今年《Time》雜誌的特刊《Style＆Design》春季號中，這對雙胞胎姐妹更被列為“時尚界最有影響力女性”的第4名。在《人物》雜誌2004年“50名全世界最漂亮人物”排行榜中，兩姐妹也自然榜上有名。她們才剛20出頭已是當今時尚界最有權力的女性之一。

## 電影作品
- 一窩小屁蛋 The Little Rascals (1994)
- 兩人一起 It Takes Two (1995)
- 天生一對鬧翻天 Switching Goals(1999)
- 巴黎假期 Passport to Paris(1999)
- 驚險的假期 Our Lips Are Sealed is (2000)
- 樂在倫敦 Winning London (2001)
- 陽光假期 Holiday In The Sun (2001)
- 一路不順風 Getting There (2002)
- 羅馬儷人行 When In Rome(2002)
- 挑戰姊妹情 The Challenge(2003)
- 霹靂嬌娃2：全速進攻 Charlie's Angels: Full Throttle(2003)
- 放電紐約 New York Minute(2004)
- 野獸情人 Beastly (2011) Mary-Kate olsen

## 電視作品
- 天才老爸俏皮娃 Full House(1987)

- Two of a Kind(1998)

- 夜班急診室 The night shift(2014)